# Миопатија
Миопатија jе болест мишићног ткива у којој мишићна влакна не функционишу правилно, односно мање ефикасно него што би физиолошки требало. То се може догодити када се мишићи не развијају правилно, када су оштећени или када немају важне компоненте.
Мишићи обично раде контракцијом, што значи да су краћи. Нормалан мишић састоји се од протеина и других структурних компоненти које се координирано крећу контрактирајући мишиће. Када је било која од ових компоненти неисправна, то може изазвати миопатију.
Постоји низ различитих узрока мишићне болести, па сходно томе постоји и низ различитих миопатија. Свака од различитих миопатија има своје специфично име, узроке, скуп дијагностичких тестова, предвиђену прогнозу и лечење. Очекује се да ће се неке миопатије временом погоршати, док су неке релативно стабилне. Неколико облика миопатија је наследне, а многе су стечене током живота.

## Епидемиологија
Миопатија није честа болест. Болести мишића дефинитивно могу смањити квалитет живота. Међутим, многи појединци којима је дијагностицикована миопатија могу одржати продуктиван живот, укључујући одржавање задовољавајућег запослења и уживање у срећном породичном и друштвеном животу.

## Врсте миопатија

### Миопатија према МКБ 10
| МКБ 10 | Назив на српском                                                                      | Латински назив                                                                |
| ------ | ------------------------------------------------------------------------------------- | ----------------------------------------------------------------------------- |
| G71    | Примарни поремећаји мишића                                                            | (Disordines musculorum primarii)                                              |
| G71.0  | Дистрофија мишића                                                                     | (Dystrophia musculorum)                                                       |
| G71.1  | Поремећаји изражени спорим отпуштањем мишића                                          | (Disordines myotonici)                                                        |
| G71.2  | Наследна мишићна болест                                                               | (Myopathia congenita)                                                         |
| G71.3  | Митохондријска мишићна болест која није другде класификована                          | (Myopathia mitochoodrialis, non alibi classificata)                           |
| G71.8  | Други примарни поремећаји мишића                                                      | (Disordines musculorum primarii alii)                                         |
| G71.9  | Примарни мишићни поремећај, неозначен                                                 | (Disordo musculorum primarius, non specificatus)                              |
| G72    | Друге миопатије - болести мишића                                                      | (Myopathiae aliae)                                                            |
| G72.0  | Миопатија изазвана лековима                                                           | (Myopathia medicamentosa)                                                     |
| G72.1  | Миопатија изазвана акохолом                                                           | (Myopathia alcoholica)                                                        |
| G72.2  | Друге миопатије узроковане токсинима                                                  | (Myopathia propter factores toxicos alia)                                     |
| G72.3  | Повремена одузетост                                                                   | (Рaralysis periodica)                                                         |
| G72.4  | Инфламаторна миопатија која није класификована на другом месту                        | (Myopathia inflammatoria non alibi classificata)                              |
| 72.8   | Друге неозначене миопатије                                                            | (Myopathiae specificatae, aliae)                                              |
| G72.9  | Миотонија, неозначена                                                                 | (Myopathia, non specificata)                                                  |
| G73    | Болести мишићно - нервне спојнице и мишића у болестима класификованим на другом месту | (Disordines connexio myoneurales et musculorum in morbis alibi classificatis) |
| G73.0  | Синдроми миастеније код ендокриних болести                                            | (Syndromata myasthenicum in morbis endocrinis)                                |
| G73.1  | Еатон-Ламбертов синдром                                                               | (Syndroma Lambert-Eaton)                                                      |
| G73.2  | Синдроми миастеније код тумора                                                        | (Syndromata myasthenicum ad neoplasma)                                        |
| G73.3  | Синдроми миастеније у другим болестима класификованих на другом месту                 | (Syndromata myasthenicum in morbis aliis alibi classificatis)                 |
| G73.4  | Миопатија у заразним и паразитарним болестима класификованих на другом месту          | (Myopathia in morbis infectivis et parasitaris alibi classificatis)           |
| G73.5  | Миопатија у ендокриним болестима                                                      | (Myopathia in morbis endocrinis)                                              |
| G73.6  | Миопатија у метаболичким болестима                                                    | (Myopathia in morbis metabolicis)                                             |
| G73.7  | Миопатија у другим болести класификованих на другом месту                             | (Myopathia in morbis aliis alibi                                              |

### Урођене миопатије
Урођена миопатија означава миопатију са којом се особа рађа. Верује се да су многи од ових услова наслеђени или да се генетски преносе преко одређених чланова породица. И док симптоми урођене миопатије често почињу у врло младој доби, то није увек случај. Понекад наследна медицинска болест не почиње са симптоме све док особа није тинејџер или чак одрасла особа.
Уобичајено наслеђене миопатије укључују :
| Назив                                         | Карактеристике | Слика |
| --------------------------------------------- | --- | ----- |
| Миотубуларна миопатија                        | Наслеђује аутосомно или везана за Х хромозом. Чешћа, аутосомна верзија, изазива благу слабост и хипотензију код оба пола. За хромозом Х-везана верзија утиче на мушкарце и доводи до озбиљне слабости скелетних мишића и хипотензије, слабости мишића лица, поремећаја гутања и слабости респираторних мишића са респираторном инсуфицијенцијом. |       |
| Немалинска миопатија                          | Узрокована је немалинским телашцима. Може бити аутосомно доминантна или рецесивна и резултат је различитих мутација на различитим хромозомима. Код новорођенчета може бити тешка, умерена или блага. - Пацијенти погођени тешким обликом болести имају слабост респираторних мишића и респираторну инсуфицијенцију. - Умерено изражена болест доводи до прогресивног слабљења мишића лица, врата, трупа и стопала, али очекивани животни век може бити скоро нормалан. - Благ облик болест не напредује, па је очекивани животни век нормалан. |       |
| Централна нуклеарна миопатија                 | Наслеђена аутосомно доминантно. Већина пацијената развија хипотонију и благу слабост проксималних мишића још као новорођенчад, док многи имају слабост мишића лица. Мишићна слабост не напредује и очекивани животни век је нормалан. Пацијенти су у повећаном ризику од развоја малигне хипертермије (ген повезан са централном нуклеарном миопатијом такође је повезан са повећаном осетљивошћу на малигну хипертермију). |       |
| Урођена диспропорција одређених врста влакана | Урођена диспропорција типова влакана је наследна болест, али образац наслеђивања није у потпуности разјашњен. Хипотензију лица, врата, трупа и удова често прате скелетне абнормалности и дисморфне карактеристике. Већина оболеле деце се временом побољшава, али мали проценат развија респираторну инсуфицијенцију. |       |
| Мултинуклеарна миопатија                      | Ова вишеједрена миопатија је обично аутосомно рецесивна, али може бити и аутосомно доминантна. Деца обично показују проксималну слабост, али нека касније развију и општу мишићну слабост. Напредовање болести је веома различито. |       |

### Стечене миопатије
Миопатија може бити узрокована и разним болестима које изазивају бројне физичке проблеме осим проблема са контракцијом мишића. Најчешће стечене миопатије укључују:
| Назив                                  | Карактеристике | Слика |
| -------------------------------------- | --- | ----- |
| Инфламаторна/аутоимуна миопатија       | Овај облик настаје када тело нападне само себе, изазивајући дегенерацију мишића или ометајући функцију мишића. Постоји и група миопата коју карактерише упала у мишићима или структурама у њиховој околини. Нека од ових стања укључују полимиозитис, дерматомиозитис, саркоидозу, лупус и реуматоидни артритис. |       |
| Токсична миопатија                     | Настаје када токсин, лекови уђу у структуру или наруше функцији мишића. |       |
| Ендокрина миопатија                    | Настаје када хормонски поремећај омета функцију мишића. Најчешћи узроци укључују проблеме са штитном жлездом или надбубрежним жлездама. |       |
| Инфективна миопатија                   | Настаје када инфекција спречи правилно функционирање мишића. |       |
| Мијопатија због дисбаланса електролита | Изазива је низак или висок нивокалијума, који може ометати функцију мишића. |       |

## Клиничка слика
Уопштено, миопатија изазива слабост мишића. Најчешћи образац слабости описан је као проксимална слабост. То значи да су мишићи надлактица и натколеница ослабљени, што нарушава  функцију мишића руку или ногу.Понекад миопатија слаби функцију респираторних мишића (мишића који контролишу дисање),  што може довести до проблема са дисањем.
Друге карактеристике миопатије укључују умор, недостатак енергије и погоршање мишићне слабости током дана или прогресивну слабост при напору.
Код пацијената који годинама имају миопатију, почиње да се развија атрофија мишића, коју карактерише млитавост и редукцију мишића, што још више слаби мишићну снагу. 
Миопатију су често повезана са абнормалним обликом костију, зато што слабост мишића спречава кости да задрже нормалан облик, што доводи до деформације костију.
Поред тога, неке урођене миопатије могу довести до кашњења у развоју грубих моторичких вештина код детета, као што су велики покрети. Оне се праве целим телом или само рукама, ногама или стопалима, као што су пузање или трчање.
Тачније, митохондријална миопатија може изазвати слабост мишића лица и врата. То може довести до нејасног говора, потешкоћа при гутању и спуштања очних капака.
Остали симптоми миопатије могу укључивати:
- грчеви или спазме у мишићима
- укоченост
- бол у мишићима
- ниска енергија и умор
- нетолеранција вежбања
- осип на кожи

Током времена, људи такође могу доживети губитак мишића, што је последица губитка мишићне масе.

## Дијагноза
Генерално, дијагноза миопатија је тешка, а њеним утврђивањем се бави мултидисциплинарни тим састављен од  неуролога и/или реуматолога, индивидуално и удружено, у зависности од тога који  су симптома најистакнутији.
Деца са неуромускуларним поремећајима доживљавају прогресивно пропадање мишића и стални пад физичке функције.  Најранији и најчешћи знак неуромишићне болести је мишићна слабост, која се манифестује одложеним моторичким развојем. кашњења у језику, говору и спознаји такође треба да подстакну сумњу да нешто није у реду.

### Историја болести
Дијагностика почиње узимањем детаљне личне и породичне историје болести 

### Физички преглед
Ова процена укључујући испитивање стања и функција:  коже,  рефлекса, мишићне снаге, равнотеже и осећаја

### Медицински тестови
у зависности од историје болести и налаза након физичког прегледа. 
- анализе крвне, као што је комплетна количина крви (ЦБЦ) и електролита., брзину седиментације еритроцита (ЕСР)
- антинуклеарна антитело (АНА), које мере упалу.
- креатин киназа у крви, којом се може проценити разградња мишића.
- тестови штитне жлезде  и метаболички и ендокрини тестови.
- електромиографија (ЕМГ) је електрични тест који процјењује функцију мишића помоћу игала које откривају неколико карактеристика мишићне структуре и кретања.
- високоспецијализовани тестови, као што су биопсија мишића и генетско тестирање, који могу помоћи у дијагностиковању одређених врста миопатије.

## Диференцијална дијагноза[15]

### На рођењу
- Углавном наследна без системских промена[16]

### Почетак у детињству
- Инфламаторне миопатије - дерматомиозитис,[17] полимиозитис (ретко)

- Инфективне миопатије[18]

- Ендокрини и метаболички поремећаји - хипокалемија, хипокалцемија, хиперкалцемија

### Почетак у одраслом добу[19]
- Инфламаторне миопатије – полимиозитис, дерматомиозитис, миозитис инклузијског тела, вирусни (ХИВ)

- Инфективне миопатије

- Ендокрине миопатије - поремећаји штитне жлезде,[20] паратироидне жлезде, надбубрежне жлезде, хипофизе[21]

- Токсичне миопатије - алкохол, кортикостероиди, наркотици, колхицини, хлорокин[21]

- Миопатија у критичним болестима

- Метаболичке миопатије

- Паранеопластична миопатија

## Прогноза
Уопштено, очекује се да ће се конгенитална миопатија временом погоршати или стабилизовати и обично се не очекује побољшање. Код урођених миопатија, као што су заразне, метаболичке или токсичне миопатије, могу се побољшати када се узрок миопатије добро контролише.
Како су неке миопатије  наследне постоји могућност да се код неких вод пацијентових  сестара,  нећака,  или друге родбине развије миопатија. Важно је да породица пацијента буде свесна његовог стања, јер им рана дијагноза може помоћи у раном лечењу и подршци.
Неке од миопатија које се не сматрају урођеним или наследним могу и даље имати тенденцију да се јављају у породицама, па поједине породица могу имати повећан ризик ако неки од чланова имају миопатију за коју се не зна да је наследна.

## Терапија
Не постоје ефикасни третмани који могу регенерисати или излечити болесникове мишиће како би се излечиле миопатија. Зато је лечење миопатије генерално подржавајуће због природе етиологије мишићне болести, укључујући вежбе, физикалну и радну терапију, исхрану и дијететику, а може се применити генетска анализа и саветовање.
Када постоји неки разлог за идентификацију, као што је ендокрини проблем, отклањање узрока може побољшати симптоме миопатије или барем спречити њено погоршање.
Често је респираторни систем кључна компонента напредне миопатије, па се у терапији функција дисање мора безбедно одржавати.
Наследне мишићне дистрофије се могу лечити преднизоном 0,75 мг/кг/дан, што је показао побољшање мишићне снаге, повећало мишићну масу и успорио напредовање болести. 
Код митохондријалних миопатија креатин монохидрат 5-10 г/дан може помоћи у побољшању симптома, замена коензима К10 и даље захтева конзистентније резултате истраживања да би доказала значај.
Стечене миопатије се генерално побољшавају лечењем главног узрочника болести било да се ради о системској болести као што је болест штитне жлезде, саркоидоза. Неке стечене миопатије ће бити узроковане инфекцијом (бактеријске, вирусне, гљивичне, паразитске или спирохете) симптоми миопатије се побољшавају лечењем инфекције. 
Токсином или миопатијом повезаном са лековима такође се управља уклањањем узрочника и избегавањем истог у будућности. 
Миопатија повезана са ХИВ-ом такође добро реагује на антиретровирусну терапију ХААРТ, а можда и на стероиде.
Инфламаторна миопатија и аутоимуне повезане миопатије лече се углавном имуномодулаторима, имуносупресивима и стероидним лековима. Доказано је да су стероиди бољи у односу на имуномодулаторне лекове због нежељених ефеката. Лекови који се користе су метотрексат, азатиоприн, циклоспорин и циклофосфамид поред оралног дексаметазона и дневног оралног преднизолона. Неки случајеви, укључујући ИБМ-ове, отпорни су на имуносупресивне лекове и стероиде, и настављају да напредују до генерализованије слабости. Потребна су висококвалитетна рандомизована клиничка испитивања да би се утврдила ефикасност и токсичност имуно-посредованих лекова у лечењу ових инфламаторних миопатија.
Лечење рабдомиолизе има за циљ спречавање акутне повреде бубрега миоглобином која је резултат оштећења мишића. Агресивна хидратација интравенским течностима и помно праћење функције бубрега и равнотеже електролита, игра битну улогу.

## Компликације
Компликације различитих врста миопатија се углавном приписују прогресији болести. Конгениталне, метаболичке и наследне миопатије могу имати фаталне компликације као што су кардиомиопатије, рекурентне инфекције и сепса, неуропатије, респираторна инсуфицијенција или затајење бубрега. 
С друге стране, компликације стечених миопатија су релативно ограничене на етиологију. На пример, ако је заразна, онда зависи од врсте инфекције или ако је повезана са леком или токсином, онда зависи од дозе и периода употребе, итд.
Имајући напред наведено у виду важно је предвидети компликације и третирати их у складу са тим.